# Menachem Hakohen
Menachem Hakohen (hebrejsky מנחם הכהן‎, narozen 26. července 1932) je izraelský rabín, politik a bývalý poslanec Knesetu za stranu Ma'arach.

## Biografie
Narodil se Jeruzalémě. Vystudoval ješivy a získal osvědčení pro výkon povolání rabína. Sloužil v izraelské armádě v jednotkách nachal (roku 1951) a jako rabín u vojenského námořnictva (v letech 1955–1956). V letech 1951–1955 byl také hlavním editorem náboženské literatury v izraelské armádě. V letech 1952–1954 zodpovídal za náboženské obřady na Generálním štábu armády.

## Politická dráha
V letech 1961–1972 byl editorem armádního listu Machanajim. Roku 1967 se stal rabínem mošavového hnutí a v letech 1968–1979 rabínem odborové centrály Histadrut. Předsedal hnutí náboženských zaměstnanců ha-Oved ha-dati. V letech 1969–1973 byl zároveň členem organizačního výboru Histadrutu. V roce 1976 se stal předsedou Sapirova centra pro židovské tradice ve Starém Městě v Jeruzalémě.
V izraelském parlamentu zasedl poprvé po volbách v roce 1973, do nichž šel za stranu Ma'arach. Stal se členem výboru pro záležitosti vnitra a životního prostředí, výboru pro jmenování rabínských soudců a výboru pro vzdělávání a kulturu. Opětovně byl za Ma'arach zvolen ve volbách v roce 1977. Nastoupil jako člen do parlamentního výboru pro vzdělávání a kulturu a do finančního výboru. Mandát obhájil ve volbách v roce 1981, po nichž působil jako člen výboru pro imigraci a absorpci.
Zvolen byl i ve volbách v roce 1984. Usedl do výboru pro zahraniční záležitosti a obranu, výboru pro imigraci a absorpci a výboru pro jmenování rabínských soudců. Předsedal podvýboru pro přezkum vyhýbání se vojenské službě u studentů ješiv. Ve volbách v roce 1988 mandát neobhájil. Působí jako vrchní rabín v Rumunsku.